# Monumento a los combatientes judíos (Worms)
El monumento a los combatientes judíos (en alemán: jüdisches Kriegerdenkmal) es un monumento de la ciudad de Worms, Renania-Palatinado (Alemania), erigido en los años 1920 en memoria de los judíos alemanes caídos en la Primera Guerra Mundial. El cenotafio, reconocido como monumento cultural (Kulturdenkmal), está ubicado en el cementerio judío de la ciudad.

## Descripción
El sector judío del cementerio de Worms-Hochheim fue creado en 1911 con el nombre de Nuevo cementerio judío de Worms, para distinguirle del antiguo cementerio judío de la ciudad.
En 1919 se erigió en la parte aconfesional del cementerio un monumento a los caídos de la Primera Guerra Mundial, ubicado en el centro de lo que pasó a ser cementerio militar, diseñado por Ernst Müller-Braunschweig.
La necesidad de contar con un monumento a los caídos en la guerra de la fe judía tuvo como fin acentuar la importancia de los combatientes judíos, muchos de los cuales habían sido condecorados por sus acciones, en un país cada vez menos tolerante hacia los judíos, y sobre todo a partir de los recurrentes brotes de antisemitismo surgidos en la década de 1920. La realización del monumento estuvo a cargo de la Reichsbund jüdischer Frontsoldaten (RjF; en español: Federación del Reich de soldados judíos de la línea de frente), quien había fomentado la idea con el apoyo de las autoridades locales. Dicha organización tuvo su sede local en Worms entre 1924 y 1928, bajo la presidencia de Carl Simon Fried, antes de trasladarse a Breslavia.
El monumento fue erigido en 1926 aunque nunca acabado del todo, considerándose el año 1988 oficialmente como año de finalización de la obra. El cementerio, y con él el monumento, no se vieron perjudicados durante la Segunda Guerra Mundial y sobrevivieron las actividades nazis de destrucción de propiedades judías.
El monumento se encuentra ubicado detrás del velatorio judío a nombre de Georg Metzler, una construcción coetánea al estilo modernista de Darmstadt.